# Victoria (Île-du-Prince-Édouard)
Pour les articles homonymes, voir Victoria.
 (juillet 2025).
Si vous disposez d'ouvrages ou d'articles de référence ou si vous connaissez des sites web de qualité traitant du thème abordé ici, merci de compléter l'article en donnant les références utiles à sa vérifiabilité et en les liant à la section « Notes et références ».
Victoria est une municipalité qui détient statut de municipalité rurale à Île-du-Prince-Édouard, Canada. La population fluctue selon les résidents saisonniers.
Port maritime historique, la communauté est située à l'extrême sud-ouest du Comté de Queens dans le canton de Lot 29.

## Histoire
Victoria, sur la rive sud de l'Île-du-Prince-Édouard, à mi-chemin entre les plus grandes villes de l'Île-du-Prince-Édouard, Charlottetown et Summerside, a été fondée en 1819 par James Bardin Palmer, avocat immigrant et agent du comte de Westmoreland. Son fils Donald, suivant un plan bien conçu, a aménagé la communauté sur le domaine de Palmer. L'effet peut encore être vu aujourd'hui par le modèle de grille de ses rues.
À la fin des années 1800, la colonie était prospère avec trois quais et de nombreuses entreprises florissantes. En raison de son port abrité et de son emplacement stratégique, Victoria est devenue un port maritime important avec un volume important de commerce avec l'Europe, les Antilles et d'autres ports de la côte Est. Une grande variété de produits, y compris des pommes de terre et des œufs, a été expédiée par goélette de Victoria jusqu'au début des années 1900. À l'époque des bateaux à vapeur, Victoria était un arrêt régulier pour le SS Harland, déposant des visiteurs de Charlottetown et d'autres endroits plus loin, pour passer quelques jours à se détendre dans la communauté.
Pour répondre à l'augmentation du commerce maritime et des visiteurs itinérants, la communauté a développé des services pour répondre à leurs besoins, notamment des hôtels, un magasin général, divers magasins et, une banque, une patinoire, une ferme de renards, un forgeron et un marchand de matériel agricole.
La patinoire abritait le Victoria Union, l'une des équipes de hockey les plus prospères des Maritimes. Lorsque la Transcanadienne a contourné Victoria, de nombreuses entreprises et installations ont déménagé à Crapaud, à proximité. Aujourd'hui[Quand ?], avec une population de moins de deux cents personnes toute l'année, il existe un certain nombre d'entreprises familiales employant des locaux, tout comme il y en avait dans les années prospères jusqu'aux années 1950.

Dans l'Atlantic Insight de février 1982, Stephen Kimber a commenté sur la communauté : 

The Trans-Canada Highway bypassed Victoria. So did the shopping centres and tourist amusement parks. And that - along with its independent-minded citizens - is what makes Victoria the enchanting, picture post card place it is today.
Ceci se traduit en français à :
La route transcanadienne a contourné Victoria. Il en a été de même pour les centres commerciaux et les parcs d'attractions touristiques. Et c'est - avec ses citoyens indépendants d'esprit - ce qui fait de Victoria l'endroit de carte postale enchanteur 
 qu'elle est aujourd'hui.

## Économie
Il y a des activités agricoles et de pêche à Victoria par la mer ainsi qu'une installation de recherche et développement en aquaculture. Cependant, le tourisme est un aspect majeur de l'économie de la communauté. Il y a plusieurs restaurants, boutiques de cadeaux et auberges. Les visiteurs peuvent découvrir l'histoire de la communauté en visitant l'exposition «Keeper's of the Light» au Victoria Seaport Museum, situé à Palmer's Range Light.
Vous pouvez également vous promener dans les rues bordées d'arbres qui ont été tracées dans les années 1860, séjourner dans la maison d'un capitaine de mer, déguster des chocolats faits à la main au célèbre Island Chocolates dans l'un des anciens magasins généraux, assister à une pièce de théâtre dans la salle communautaire historique du Victoria Playhouse, ou regarder les pêcheurs de homard débarquer leurs prises sur le quai. Le Landmark Café de Victoria a été nommé dans "Where to Eat in Canada" plusieurs années de suite et dans les meilleurs endroits où manger du magazine Canadian Living à l'Î.-P.-É.

## Démographie
| 2001 | 2006 | 2011 | 2016 | 2021 |
| ---- | ---- | ---- | ---- | ---- |
| 119  | 77   | 104  | 74   | 139  |

Statistiques Canada 2016